# Martin Dahinden

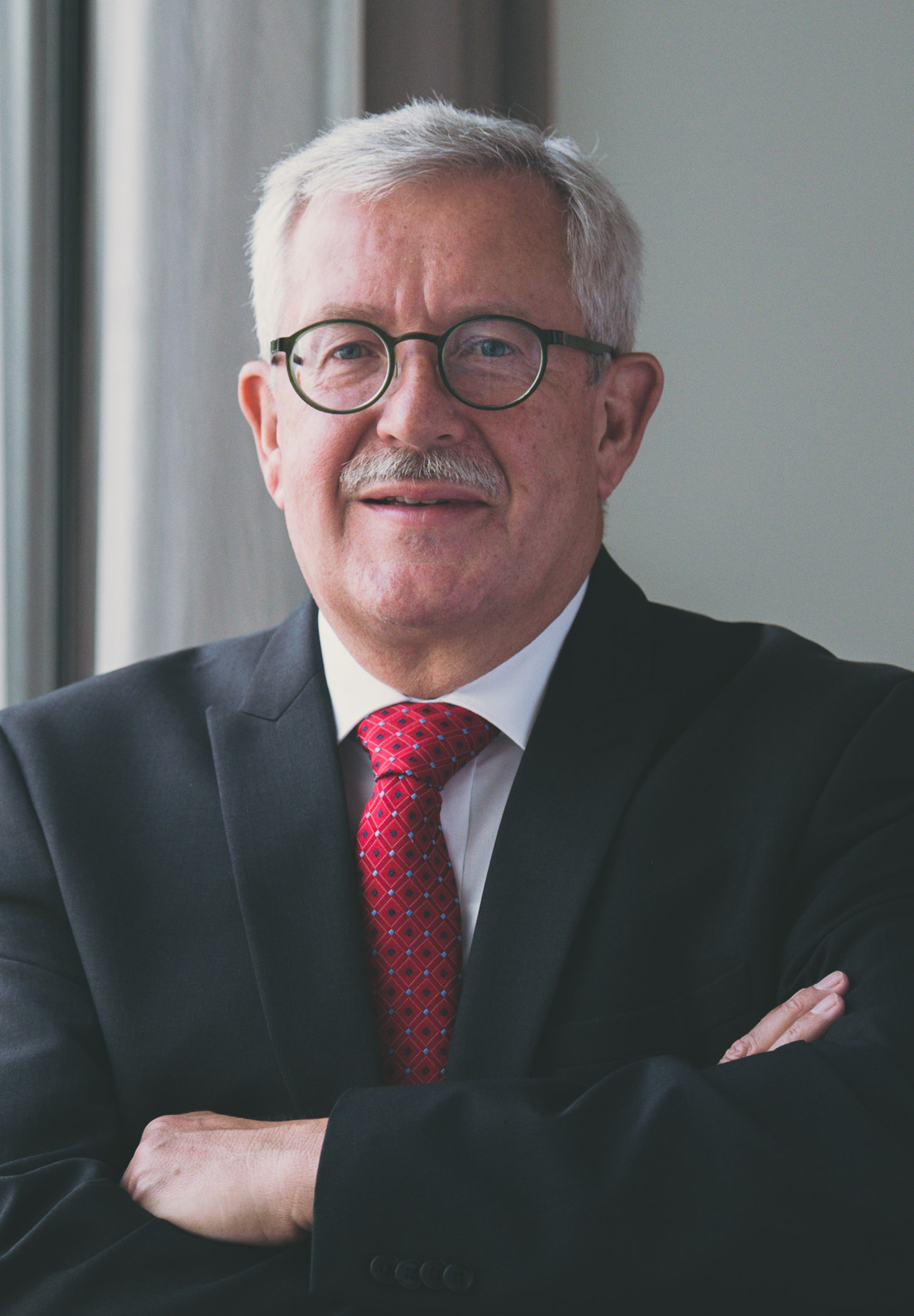
Botschafter Martin Dahinden, 2018

Martin Dahinden (* 8. Januar 1955 in Zürich) ist ein Schweizer Diplomat und war von 2014 bis 2019 Schweizer Botschafter in den Vereinigten Staaten von Amerika.

## Werdegang
Martin Dahinden schloss ein Studium der Betriebswirtschaft an der Universität Zürich mit dem Doktortitel ab.
Nach seinem Eintritt in den diplomatischen Dienst 1987 war er unter anderem Mitglied der Schweizer Delegation beim Allgemeinen Zoll- und Handelsabkommen GATT (General Agreement on Tariffs and Trade), Direktor des Internationalen Zentrums für humanitäre Minenräumung in Genf (GICHD) und auf der Schweizer Botschaft in Frankreich und Nigeria (1989–1991) sowie zeitweilig bei der Mission der Schweiz bei der UNO in New York und als stellvertretender Leiter der schweizerischen Mission bei der NATO in Brüssel (1997–2000).
Von 2004 bis 2008 war Dahinden Direktor für Ressourcen im Eidgenössischen Departement für auswärtige Angelegenheiten (EDA). Vor seiner Berufung zum Botschafter in den USA war er von 2008 bis 2014 Chef der Direktion für Entwicklung und Zusammenarbeit (DEZA) im EDA.
Martin Dahinden ist verheiratet und hat zwei Kinder. Nach seinem Rücktritt aus dem diplomatischen Dienst, unterrichtet er an der Universität Zürich, ist Mitglied der Advisory Group von UNICEF und im Bord des World Demographic Forum und von ICT4Peace.
Im Juli 2016 veröffentlichte Dahinden ein Buch über die Schweizer Kulinarik mit dem Titel «Schweizer Küchengeheimnisse». Es zeigt unter anderem auch deren Einflüsse auf die amerikanische Küche auf.

## Botschafter in den Vereinigten Staaten von Amerika
Am 18. November 2014 überreichte Martin Dahinden sein Beglaubigungsschreiben US-Präsident Barack Obama.
Seine Aufgabe war es unter anderem, den Austausch und die Zusammenarbeit zwischen den beiden Ländern in den Bereichen Politik, Wirtschaft und Handel, Wissenschaft, Forschung und Ausbildung sowie Technologie und Kultur zu fördern. Durch sein Mandat war er zudem auch für die konsularischen Dienste, den Swiss Business Hub USA und die beiden Swissnex-Standorte in den USA zuständig. Dahinden bezeichnete die beiden Nationen als Sister Republics und bezog sich dabei auf eine Bezeichnung, die im späten 18. und im 19. Jahrhundert verwendet wurde, und insbesondere auf die Anstrengungen beider Länder zur Erreichung globalen Friedens und Stabilität in der Welt.

## Publikationen
- Das Schweizerbuch im Zeitalter von Nationalsozialismus und Geistiger Landesverteidigung. 1987 (Dissertation)
- als Hrsg.: Neue Soziale Bewegungen – und ihre gesellschaftlichen Wirkungen. 1987
- als Hrsg.: Kurzprosa. Zeitspuren 1988
- Swiss security policy and partnership with NATO. In: NATO Review. Nr. 4, Winter 1999, Volume 47, S. 24–25 (PDF; 8,2 MB)
- The Response to the Humanitarian Crisis Created by Landmines. In: Cambridge Review of International Affairs. Volume 15, Issue 1, 2002
- mit Roland Portmann: Extraterritorialität des amerikanischen Rechts. Beziehungen Schweiz - USA. In: Neue Zürcher Zeitung. 4. Januar 2016 (Gastbeitrag)
- Schweizer Küchengeheimnisse. Nagel & Kimche, 2016
- Beyond Muesli and Fondue. The Swiss Contribution to Culinary History Booklocker, 2018
- weitere Publikationen unter swissbib.ch